# かわせみ やませみ
かわせみ やませみは、九州旅客鉄道（JR九州）が熊本駅 - 宮地駅間を、豊肥本線経由で運行する臨時特別急行列車である。
元々は熊本駅 - 人吉駅間を鹿児島本線・肥薩線経由で運行していたが、令和2年7月豪雨で肥薩線の八代駅 - 吉松駅間が長期運休となったため、以降は別の路線での暫定運行となっている。そのため本項では肥薩線における観光列車としての運行状況について述べるとともに、肥薩線で運転されていた優等列車の沿革についても記述する。

## 概要
特急「かわせみ やませみ」は、肥薩線を運行する観光列車として、2017年（平成29年）3月4日に運行を開始した。いわゆる「D&S列車」（デザイン＆ストーリー列車）のひとつであり、「D&S列車」としては11番目に位置付けられている。
熊本駅 - 人吉駅間の特急列車は、2016年（平成28年）3月26日のダイヤ改正で「くまがわ」が廃止、「九州横断特急」が豊肥本線・日豊本線内のみでの運行となったため一旦消滅していたが、「かわせみ やませみ」の運行開始と、熊本駅 - 人吉駅間で快速運転を行っていた「いさぶろう・しんぺい」が同区間のみ特急列車に格上げされたことで、1年弱で復活することとなった。
2020年7月4日、令和2年7月豪雨により運行区間である肥薩線八代駅 - 人吉駅間が不通となり、同区間の復旧は2033年度が見込まれている。そのため2025年時点でも肥薩線での運行は行えない状態である。
2020年8月8日からは、肥薩線応援企画として鹿児島本線門司港駅 - 博多駅間で「かわせみ やませみ」と「いさぶろう・しんぺい」が併結して土休日を中心に1日1往復運転された。2022年7月2日から同年8月26日までの間は、約2年ぶりに「かわせみ やませみ」編成単独での運転となった。この運行は2022年9月19日まで続けられた。
2022年9月23日ダイヤ改正からは、運行区間を豊肥本線熊本駅 - 宮地駅間に変更した上で土休日を中心に1往復運転となっていたが、2025年3月15日のダイヤ改正で定期運行はなくなり、以降は運行区間は変わらないものの、運行日は同区間で運行される特急「あそぼーい!」の運休日のみに大幅に縮小されている。

## 運行概況
定期運行はなく、熊本駅 - 宮地駅間で運行される特急「あそぼーい!」が運休する日のみ、「あそぼーい!」のダイヤを用いて同区間を2往復運転する。したがって、熊本駅 - 宮地駅間では「あそぼーい!」「かわせみ やませみ」を合わせて熊本駅 - 宮地駅間の特急列車が毎日2往復運転される形になっている。
現状としてカウンター席やボックス席などはJR九州インターネット予約やJR西日本e5489などのネット予約サービスには対応しておらず、当座席の指定は駅窓口や旅行センター、主な旅行会社で行っている。
車内にはVR装置を設置しており、沿線案内を目的とした、球磨川下りのラフティングや、疑似的な飛行体験、車両上部からみた列車の運行の視聴体験ができるという。なお、列車上部のからの運行映像については、普通形のキハ47の前面部にカメラを取り付け、撮影したものを提供している。
なお令和2年7月豪雨に伴う鹿児島本線での運行についてはかわせみ やませみ・いさぶろう・しんぺいを参照。

### 停車駅
熊本駅 - 新水前寺駅 - 肥後大津駅 - 立野駅 - 阿蘇駅 - 宮地駅
上記の停車駅は現在の「あそぼーい!」と同様だが、2022年9月23日 - 2025年3月14日の間は、上記の駅のうち新水前寺駅は通過していた。当時「九州横断特急」「あそぼーい!」が停車していた水前寺駅・武蔵塚駅・光の森駅・赤水駅には「かわせみ やませみ」は停車しなかった。なお、2025年夏期に運行される臨時特急「豊肥本線かわせみ やませみ」では2022年9月 - 2025年3月と同様に新水前寺駅は通過する。

### 使用車両・編成
キハ47形の2両編成で、大分車両センター所属であったキハ47 8087と直方車両センター所属（南福岡車両区竹下派出常駐）であったキハ47 9051を改造し、専用車としている。改造に伴い、両車とも熊本車両センターに転属した。車両デザインは水戸岡鋭治が担当した。
人吉駅側の1号車キハ47 8087には「かわせみ」の愛称が付けられている。車体色や座席モケットの色は青を基調とした色となっている。また、前位側の扉が撤去されている。車内にはリクライニングシート24席、カウンター席10席+子ども椅子3席、ボックス席4席、ソファ席2席が設置されている。連結面寄りの部分には多目的トイレしたほか、カウンターテーブルを設置している。
熊本駅側の2号車キハ47 9051には「やませみ」の愛称が付けられている。車体色や座席モケットの色は緑を基調とした色となっている。また、後位側の扉が撤去されている。車内にはソファ席4席、リクライニングシート16席、カウンター席4席、「やませみベンチシート」2席、ボックス席8席、ショーケース、ビュッフェ（サービスコーナー）が設けられている。「やませみベンチシート」は幅の広いソファ形の座席で、2号車が指定席の列車の場合「やませみベンチシート」(座席番号:8D、9D)を利用する際は通常の指定席特急料金に210円を加えた料金が必要となる。
車内は自然の香りと温もりを感じる車内スペースを目指しており、随所に人吉・球磨産の杉（床材等）やヒノキ（内装材の一部）、八代産のイグサが使用されている。また車内にある暖簾には八代産のイグサが使用されている。
乗降扉は上記のように、2両とも出入口が1か所ずつ撤去されているため、片側2扉から1扉に変更されている。側面窓の一部はふさがれ、残りはすべて固定窓化されている。また、2両とも改造前にすでにエンジンが換装されており、便所の新設・撤去や2軸駆動化など、車両番号の変更が伴うような改造はされていない。

## 肥薩線優等列車概略

### くまがわ
特急「くまがわ」は、2004年3月13日の九州新幹線鹿児島ルート部分開業の際に、熊本駅 - 人吉駅間を運行していた同名の急行列車を特急に格上げする形で運行を開始した。「くまがわ」の列車名は1959年4月1日に運行を開始した門司港駅 - 人吉駅間運行の準急列車に初めて用いられた。1966年3月1日に急行列車に格上げされた。1980年10月1日には博多駅発着に変更され、博多駅 - 熊本駅間は快速列車として運行されるようになった。また、人吉駅以遠は普通列車として同じ肥薩線の吉松駅や、湯前線（現在のくま川鉄道湯前線）湯前駅まで乗り入れていた時期もあった。
1989年3月11日のダイヤ改正によって、運行区間が現行と同じ熊本駅 - 人吉駅間に変更された。本数もそれまでの1往復から4往復に増発された。これにより、熊本市と熊本県南部地域の都市間輸送の性格がより濃くなった。2000年3月11日のダイヤ改正より6往復運転となった。これは同改正をもって廃止された宮崎駅発着の急行「えびの」の熊本駅 - 人吉駅間を編入したためである。
2004年3月13日の鹿児島ルート部分開業の際に熊本駅 - 人吉駅間の優等列車はすべて特急に格上げされた。この際、発着の「九州横断特急」が人吉駅まで延長運転する形態になり、熊本駅発着列車は「くまがわ」とされた。これに伴い、2系統の列車が運行されるようになった。この詳細は「九州横断特急」の項目も参照。2011年3月12日のダイヤ改正で、熊本駅 - 人吉駅間の特急列車はそれまでの6往復から5往復に削減された。「くまがわ」自体の本数は特急化当初が2.5往復、2011年3月12日以降は3.5往復であったが、2013年3月16日のダイヤ改正で1往復に削減された。これは、「九州横断特急」4往復がすべて人吉駅発着となったためである。2013年8月4日では、豊肥本線全線運転再開に合わせ、「九州横断特急」の1本が熊本駅で系統分離され、1.5往復となった。
2016年3月26日のダイヤ改正で、「九州横断特急」の熊本駅 - 人吉駅間と共に「くまがわ」は廃止された。同時に、熊本駅 - 人吉駅間は新たに快速列車の運行により代替された。
熊本駅 - 人吉駅間に下り2本・上り1本の計1.5往復が運行されていた。この区間には別府駅発着の「九州横断特急」が下り3本・上り4本設定されており、合わせて5往復の特急列車が運行されていた。号数・列車番号は全区間、号数に1080Dを加算していた。
「九州横断特急」と同様にワンマン運転を行っていた。このため、ドアの開閉はワンマン運転時は運転士が開閉前にアナウンス後に行っていた。また、車内放送は自動放送によって行われていた。客室乗務員による車内改札・車内放送および車内販売は人吉駅での折り返しが「九州横断特急4号」となる「くまがわ1号」のみで行われていた。多客期に3両で運行する際には車掌も乗務していた。
「くまがわ1号」は2015年3月14日以降、JR九州管内を運行する列車では九州新幹線の列車および「D&S列車」を除いて、唯一車内販売の営業が行われる列車となっていた。

#### 停車駅
熊本駅 - 新八代駅 - 八代駅 - 坂本駅 - 一勝地駅 - 渡駅 - 人吉駅
- 八代駅 - 人吉駅間では、上下線の列車待ち合わせのため、白石駅や瀬戸石駅にて運転停車することがあった。

#### 使用車両・編成
大分鉄道事業部大分車両センターに配置されている185系気動車の「九州横断特急」仕様の車両を充当しており、車両運用も九州横断特急の車両運用の一部に組み込まれていた。基本的に2両編成で運転されるが、多客期には3両編成で運転される場合があった。全車普通車のみで、グリーン車は連結されていなかった。

### かわせみ やませみ（2020年7月3日以前）
熊本駅 - 人吉駅間に3往復（うち1往復は多客期運転の臨時列車）が運行されていた。同区間には特急「いさぶろう・しんぺい」1往復と合わせて、4往復の特急列車が運行されていた。
運行ダイヤとしては、前身である肥薩線快速のものを概ね引き継ぐ形になっていたが、折り返しの際の清掃作業や準備のためや、途中駅での見学のための停車時間が設けられるなどしたために、一部列車で運行時刻が最大で30分異なった。列車番号は更に前身の「くまがわ」と同様、号数に1080Dを加算する形となった。
通常は、2両ワンマンのため車掌は乗務しておらず、客室乗務員が車内改札を行っていた。ただし1号と平日の2号には客室乗務員は乗務しなかった。

#### 停車駅
熊本駅- 新八代駅 - 八代駅 - 坂本駅 - 一勝地駅 - 渡駅 - 人吉駅
かつて運行されていた「くまがわ」「九州横断特急」と基本的に同じ停車駅であるが、一部列車が停車していた松橋駅、球泉洞駅はすべての列車が通過していた。また3号は一勝地駅で7分、4号は同じく一勝地駅で7分、坂本駅で5分停車するため、熊本駅 - 人吉駅間の所要時間が従来の特急・快速列車より延びている列車もあった。

#### 使用車両・編成
全車普通車で、1・2号の2号車は自由席、その他の車両は座席指定席となっていた。
なお、「かわせみ やませみ」専用車両のどちらかが検査に出ている場合には、残りの1両と「いさぶろう・しんぺい」用のキハ140 2125を連結した2両編成で運転していた。 またお盆や行楽期などの多客期には所定2両編成にキハ140 2125を増結した3両編成で運転され、車掌が乗務した。
なお、「いさぶろう・しんぺい」用のキハ140 2125と「かわせみ やませみ」専用車両のどちらかが2両同時に検査に出ている場合には、普通列車用のキハ147もしくはキハ47を連結もしくは、増結して運転される。この場合キハ140 2125で使用する車両は乗車券と自由席特急券で、普通列車用の気動車で代走する車両は乗車券のみで乗車できる措置が取られていた。

## 肥薩線優等列車沿革

### 国鉄時代
- 1959年（昭和34年）
  - 4月1日：門司港駅 - 人吉駅間を鹿児島本線・肥薩線経由で運行する準急列車「くまがわ」の運行開始。
  - 5月1日：熊本駅 - 宮崎駅間を鹿児島本線・肥薩線・吉都線・日豊本線経由で運行する準急「えびの」の運行開始。
- 1960年（昭和35年）12月1日：「えびの」を博多駅 - 宮崎駅間、熊本駅 - 宮崎駅間各1往復の運行とする。なお、博多駅発着列車に関しては博多駅 - 西鹿児島駅（現在の鹿児島中央駅）間運行の「かいもん」と八代駅で分割・併合していた。
- 1962年（昭和37年）2月20日：出水駅 - 宮崎駅間運行（山野線・吉都線経由）の準急「からくに」を運行開始。吉松駅 - 宮崎駅間に関しては「かいもん」と併結する「えびの」と併結とした。
- 1963年（昭和38年）10月1日：「えびの」を全列車博多駅発着とし、「かいもん」との併結は終了。「からくに」併結の1往復については一部編成を西鹿児島駅まで延長。
- 1965年（昭和40年）11月1日：熊本駅 - 西鹿児島駅間を鹿児島本線・肥薩線・日豊本線・鹿児島本線経由で運行する準急「やたけ」の運行開始。なお、下りに関しては豊肥本線の阿蘇駅を始発駅としていた。
- 1966年（昭和41年）
  - 3月5日：準急列車制度改変に伴い、「くまがわ」・「えびの」・「やたけ」・「からくに」を急行列車に格上げ。
  - 3月25日：「やたけ」の下り列車を宮地発とする。
- 1967年（昭和42年）10月1日：「やたけ」を上下とも熊本駅発着とする。
- 1968年（昭和43年）10月1日：「えびの」の臨時列車1往復を熊本駅 - 宮崎駅間に設定。同時に宮崎駅 - 指宿駅間運行の急行「錦江」と併結運転を開始。
- 1969年（昭和44年）9月：「えびの」と「錦江」との併結を終了。
- 1970年（昭和45年）10月1日：ダイヤ改正により以下のように変更。
  1. 「えびの」は博多発の下り1本で「かいもん」との、熊本発の下り臨時列車で「錦江」との併結を再開。
  2. 「からくに」は単独区間（出水 - 吉松）を快速に格下げし、「えびの」との併結は継続するが「からくに」の愛称は廃止。この列車はその後、1972年3月に水俣 - 吉松間のみの快速となり、一時期「からくに」の愛称も復活するが、1980年代早期に廃止。
「からくに」の廃止時の出水駅 - 宮崎駅間の途中停車駅　（吉松駅 - 宮崎駅間は「えびの2号」と併結）
水俣駅・久木野駅・山野駅・薩摩大口駅・菱刈駅・栗野駅・吉松駅・京町駅・飯野駅・小林駅・都城駅・南宮崎駅
快速格下げ当初は停車駅にはほとんど変化がなかったが、廃止直前には停車駅が増えていた。
- 1972年（昭和47年）3月15日：ダイヤ改正に伴い、以下のように変更する。
  1. 「くまがわ」の下り列車を湯前線湯前行きとする。なお、人吉駅→湯前駅間は普通列車として運行。
- 1973年（昭和48年）10月1日：ダイヤ改正により、以下のように変更。
  1. 「くまがわ」を上下とも門司港駅 - 湯前駅間の運行とする。なお、人吉駅 - 湯前駅間は普通列車とした。
  2. 博多駅 - 宮崎駅・西鹿児島駅間運行の「えびの」は、博多駅 - 宮崎駅間と吉松駅 - 西鹿児島駅間に分かれての運行とした。
- 1974年（昭和49年）4月25日：博多駅発着の「えびの」のうち1往復を特急列車に格上げ。名称を「おおよど」とする。また、熊本駅発着の臨時「えびの」を定期列車とし、吉松駅 - 西鹿児島駅間の列車はこれに連結しての運行とする。
  - 「おおよど」自体の設定は当時キハ82系気動車を使用していた「にちりん」の間合い運用であった。
- 1975年（昭和50年）3月10日：山陽新幹線岡山駅 - 博多駅間開業に伴うダイヤ改正により、「えびの」「やたけ」について系統整理を実施。
  - 「えびの」は博多駅 - 宮崎駅間1往復、熊本駅 - 宮崎駅間2往復の計3往復とし、「かいもん」・「錦江」との併結は終了した。
  - 「やたけ」は熊本駅 - 西鹿児島駅間2往復の運行とした。
  - 熊本駅発着の「えびの」および「やたけ」は全列車熊本駅 - 吉松駅間で併結運転とした。
- 1978年（昭和53年）10月2日：「やたけ」を1往復に削減し、吉松駅 - 西鹿児島駅間運行の快速列車に格下げ。ただし、下りは「えびの」に併結の上で熊本発で運行されており、「えびの」に併結の区間に関しては急行として運行された。
- 1980年（昭和55年）10月1日：ダイヤ改正に伴い、以下のように変更する。
  1. 「おおよど」は「にちりん」の電車統一に伴い運行終了。
  2. 「えびの」は全列車熊本駅 - 宮崎駅間の運行とする。博多駅 - 熊本駅間は「有明」に格上げする形となった。
  3. 「くまがわ」の運行区間を博多駅 - 人吉駅間とする（博多駅 - 熊本駅間は快速列車に格下げ）。また、下りに関しては人吉駅から先は普通列車として吉松駅・湯前駅まで乗り入れていた。
  4. 「やたけ」は上下とも「えびの」に併結の上で熊本駅発着とする。
「おおよど」廃止時停車駅
博多駅・鳥栖駅・久留米駅・羽犬塚駅・大牟田駅・玉名駅・熊本駅・八代駅・人吉駅・吉松駅・京町駅・小林駅・都城駅・宮崎駅
- 1984年（昭和59年）2月1日：「くまがわ」の上り列車を一部湯前発とする。グリーン車廃止。
- 1986年（昭和61年）11月1日：「くまがわ」を上下とも博多駅 - 湯前駅間の運行とする。指定席車が復活。また「やたけ」を廃止。

### JR九州発足後 - 1999年
- 1989年（平成元年）3月11日：ダイヤ改正により以下のように変更。
  1. 「えびの」の2往復を博多駅発着とする。
  2. 「くまがわ」は運行区間を熊本駅 - 人吉駅間とした上で、4往復に増発。これ以降「くまがわ」は現行の運転系統である、肥薩線を経由して熊本県内を運行する列車となる。
- 1990年（平成2年）3月10日：「くまがわ」の上り1本をくま川鉄道湯前線乗り入れで湯前発とする。
- 1991年（平成3年）3月16日：「くまがわ」の1往復を豊肥本線水前寺駅発着とする（豊肥本線内は普通列車）。
- 1993年（平成5年）3月18日： ダイヤ改正により以下のように変更。
  1. 「えびの」の博多駅乗り入れ及び「くまがわ」の湯前駅乗り入れを終了。
  2. 「くまがわ」の水前寺駅発着列車を熊本駅発着とし、新たに上り1本を肥後大津行きとする。
  3. 「くまがわ」にジョイフルトレイン「アクアエクスプレス」の運用が開始される。
- 1995年（平成7年）4月20日：「えびの」の都城駅 - 宮崎駅間を快速列車に格下げ。「くまがわ」の豊肥本線乗り入れは終了。

### 2000年から令和2年7月豪雨まで
- 2000年（平成12年）3月11日：「えびの」を廃止し、代替として「くまがわ」を6往復に増発[12]。「くまがわ」での「アクアエクスプレス」の運行は終了[12]。
  - これ以後特急格上げまで、「くまがわ」はJRの急行列車としては最も本数の多い列車であった。
- 2004年（平成16年）3月13日：九州新幹線部分開業に伴うダイヤ改正に伴い、以下のように変更する。
  1. 「くまがわ」を特急に格上げ。3.5往復分は熊本駅 - 別府駅間で運行していた特急「あそ」と統合の形で「九州横断特急」に改称。残り2.5往復は区間・列車名ともそのままとした。これにより、JR九州管内を運行する定期急行列車は消滅した。
  2. 吉松駅 - 鹿児島中央駅間を運行する特急「はやとの風」を運行開始。
- 2009年（平成21年）3月14日：全車禁煙となる。喫煙ルーム内に備え付けられた灰皿を撤去し、携帯電話室に変更された。
- 2011年（平成23年）3月12日：「九州横断特急」のうち2往復を熊本駅発着とし、熊本駅 - 人吉駅間は「くまがわ」として系統分離。従来の「くまがわ」が1往復廃止されたため、「くまがわ」は1往復増の3.5往復、熊本駅 - 人吉駅間の特急列車は1往復減の5往復となる。
- 2012年（平成24年）7月28日 ：豊肥本線を運行する臨時特急「あそぼーい!」が、九州北部豪雨に伴う豊肥本線の一部区間の不通により運行できなくなったため、「あそぼーい!」の車両を用いて博多駅 - 人吉駅間に臨時特急「あそぼーい!91・92号」を運行（同年9月2日まで）。
- 2013年（平成25年）
  - 3月16日：「九州横断特急」4往復が人吉駅発着に統一されるのに伴い「くまがわ」は1往復の運転となる。
  - 8月4日：「九州横断特急」のうち、下り1本を熊本駅で系統分割する形で「くまがわ」は下り1本増発、下り2本・上り1本の運行となる。
- 2016年（平成28年）3月26日：ダイヤ改正により以下のように変更[7]。
  1. 「くまがわ」および「九州横断特急」の熊本駅 - 人吉駅間を廃止。これにより熊本駅 - 八代駅 - 人吉駅間は定期優等列車の運行がなくなる。
  2. 「くまがわ」「九州横断特急」の代替として、熊本駅 - 人吉駅間に快速列車を5往復設定。4往復は列車名なしの快速（下り1本は八代始発）、1往復は人吉駅 - 吉松駅間運行の「いさぶろう・しんぺい」のうち1往復を熊本駅発着に延長する形となった。
- 2017年（平成29年）
  - 3月4日：ダイヤ改正により以下のように変更[9]。
    1. 「くまがわ」から格下げされた快速列車のうち、3往復を「かわせみ やませみ」として特急格上げ、専用車両を投入。
    2. 「いさぶろう・しんぺい」の熊本駅 - 人吉駅間を特急に格上げ。

  - 11月3日：人吉発熊本行き「かわせみ やませみ2号」が佐世野第一踏切で立ち往生した大型トラック（ショベルカー積載）と衝突する事故を起こす[13][14]。
- 2018年（平成30年）3月17日：ダイヤ改正により以下のように変更[15][16]。
  1. 「はやとの風」を毎日運転から、多客期運転の臨時列車に変更。
  2. 「くまがわ」から格下げととなった快速列車のうち、残っていた1往復の運転を取りやめ。これに伴い肥薩線の八代発の最終を21時に繰り上げ。
- 2020年（令和2年）
  - 3月14日：ダイヤ改正に伴い、「かわせみ やませみ」1往復（1号・2号）の運転を毎日運転から、多客期運転の臨時列車に変更[17][18]。
  - 3月20日 - 4月23日：新型コロナウイルス感染症による利用客減少に伴い、「かわせみ やませみ1・2号」は運休となった[19][20][21]。
  - 4月24日 - 6月18日：JR九州の「D&S列車」を全て運休にする方針により、この期間の「かわせみ やませみ」は全列車運休となっていた[22][23]。
  - 7月4日：令和2年7月豪雨により肥薩線八代駅 - 吉松駅間が不通となったため「かわせみ やませみ」は当面の間運休となる。

### 令和2年7月豪雨以降
※令和2年7月豪雨での肥薩線の被災により熊本駅 - 人吉駅間における「かわせみ やませみ」の運行は中止され、これ以降「かわせみ やませみ」は他路線で運行されている。本節では同災害以降の肥薩線優等列車のほか肥薩線以外での「かわせみ やませみ」編成に関する動きも記載する。
- 2020年（令和2年）
  - 8月8日：肥薩線応援企画として、門司港駅 - 博多駅間で「かわせみ やませみ」と「いさぶろう・しんぺい」が併結して1往復運転開始（土曜・休日、長期休み期間中に運転）。2021年2月以降も運転[24]。（詳細はかわせみ やませみ・いさぶろう・しんぺいを参照）
  - 9月19日：新型コロナウイルスの感染拡大および同豪雨の被害により八代 - 吉松間の長期不通を受け、「はやとの風」が9月19日から当面の間運休[25]。
- 2022年（令和4年）
  - 3月21日：「はやとの風」が運行終了。
  - 9月23日以降：ダイヤ改正に伴い、「かわせみ やませみ」を土休日運転列車として、豊肥本線 熊本 - 宮地間で1往復運転[4]。
- 2023年（令和5年）10月4日：「いさぶろう・しんぺい」が運行終了。
- 2025年（令和7年）
  - 3月15日：ダイヤ改正に伴い、「かわせみ やませみ」の定期運行を終了[26]。以後は「あそぼーい!」の運休時に臨時特急列車として運転。
  - 7月19日 - 9月7日：お盆や夏休み期間の一部土曜・休日に、臨時特急「豊肥本線かわせみ やませみ」を熊本駅 - 宮地駅間で1往復運転[27]。

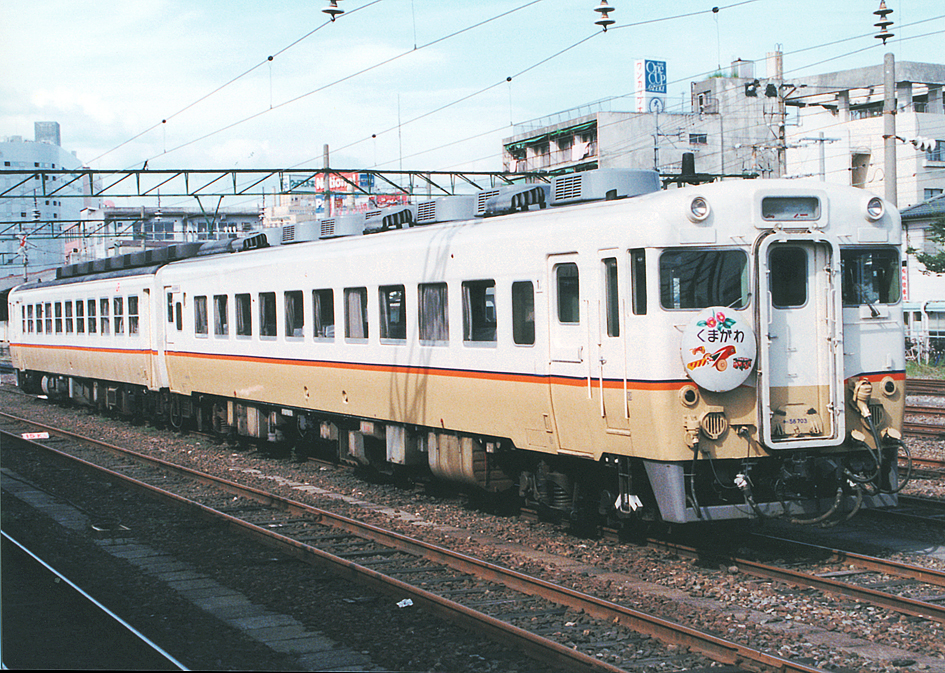
急行「くまがわ」 キハ58 703 JR九州急行色
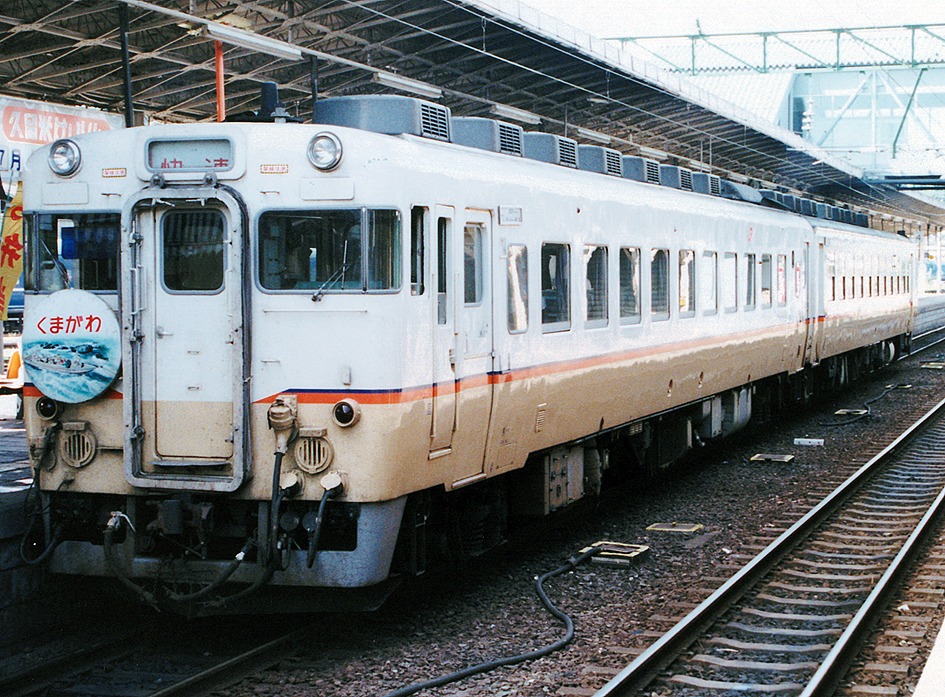
急行「くまがわ」 キハ58 1100番台 JR九州急行色
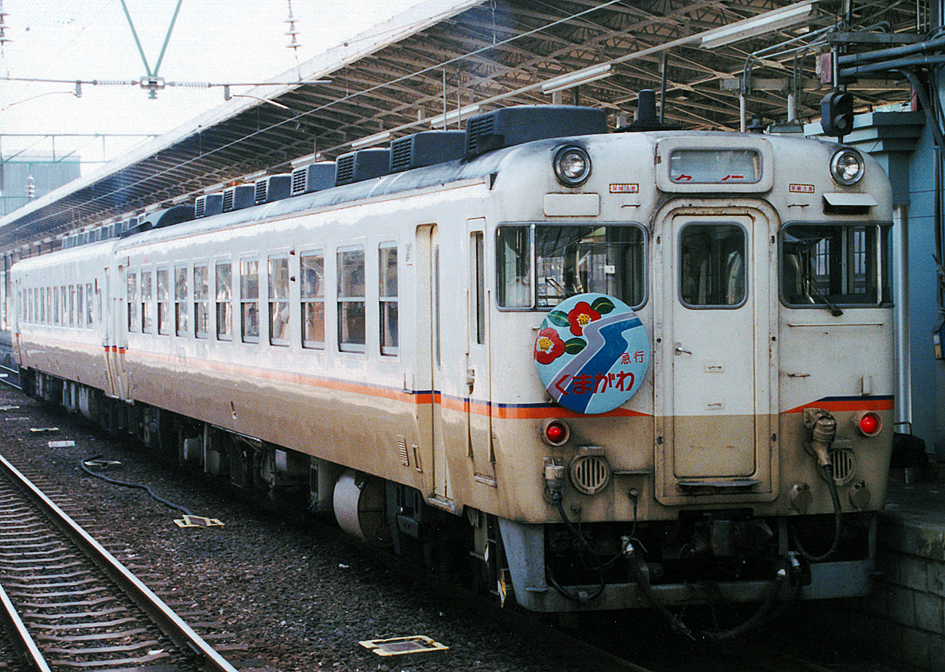
急行「くまがわ」 キハ65 JR九州急行色
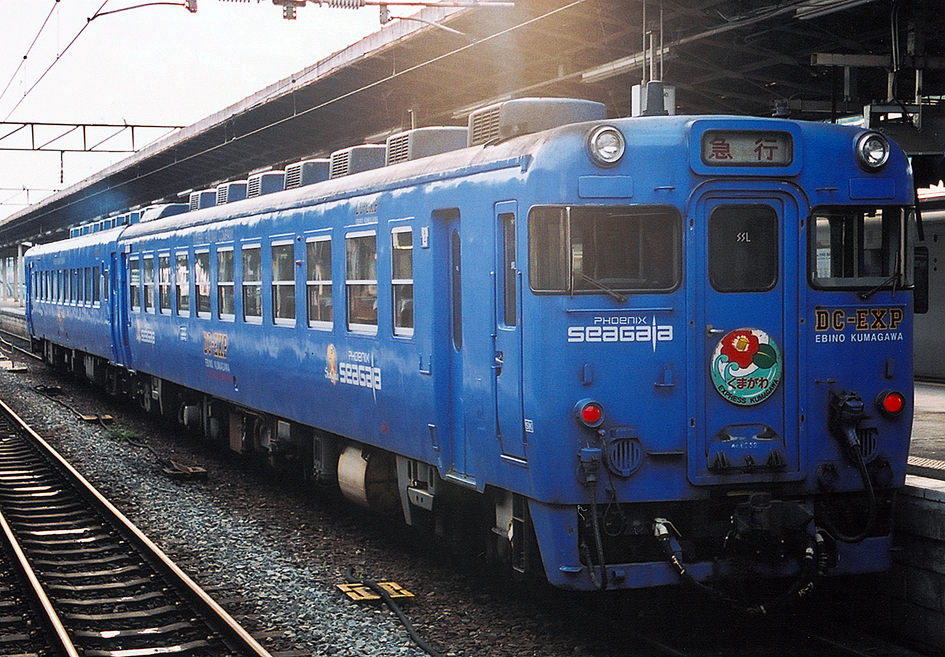
急行「くまがわ」 キハ65 52 シーガイアえびのくまがわ色

### 列車名の由来
- 「えびの」…えびの高原に由来。
- 「おおよど」…大淀川に由来。
- 「からくに」…韓国岳に由来。
- 「くまがわ」…球磨川に由来。
- 「やたけ」…矢岳山および矢岳高原に由来。
- 「いさぶろう・しんぺい」…肥薩線建設に関わり、矢岳トンネルに揮毫を掲げた政治家山縣伊三郎・後藤新平に由来。
- 「かわせみ やませみ」…川線沿線で見られる野鳥カワセミ・ヤマセミに由来。

## その他
- ビッグコミックオリジナル連載の鉄道オタクの国会議員が主人公の漫画『テツぼん』2017年23号・188話「幸福駅」に本列車が登場する。熊本地震被災状況の視察に熊本に来た主人公鉄男が、同じく被災地から農作物を買って被災地支援に取り込むほくほくフーズ社長一家を「かわせみやませみ」に乗せて案内する話となっている。